# Matt Dunigan
Matt Dunigan (né le 6 décembre 1960 à Lakewood, Ohio) est un quart-arrière, un entraineur-chef et un directeur-général à la Ligue canadienne de football. Durant sa carrière de 14 saisons, il a joué successivement pour les Eskimos d'Edmonton, les Lions de la Colombie-Britannique, les Argonauts de Toronto, les Blue Bombers de Winnipeg, les Barracudas de Birmingham et les Tiger-Cats de Hamilton. Il a remporté la coupe Grey à deux reprises (1987 et 1991).